# Lennart Hallingström
Johan Fredrik Lennart Hallingström, född 15 maj 1914 i Almundsryd, Kronobergs län död 6 mars 1984 i Tumba, var en svensk målare. 
Hallingström studerade vid Stockholms konstskola 1953-1956 och vid Académie Libre samt vid Fetcos skola för bildande konst, Stockholm och under studieresor till Grekland. Han medverkade i en grupputställning med Georgij Fetcós tidigare elever 1961 och med Tingsryds konstförening. Separat ställde han bland annat ut på Gallerie S:t Paul i Stockholm under 1970-talet. Hans konst består av stilleben och landskapsmålningar i en kubistisk stil. Hans fru Dorothy utgav 1990 häftet Personligt om konstnären Lennart Hallingström. 